# Ozero Nevido
Ozero Nevido (ryska: Озеро Невидо) är en sjö i Belarus.   Den ligger i voblasten Vitsebsks voblast, i den norra delen av landet, 170 km norr om huvudstaden Minsk. Ozero Nevido ligger 133 meter över havet. Arean är 1,1 kvadratkilometer. Den sträcker sig 1,9 kilometer i nord-sydlig riktning, och 0,9 kilometer i öst-västlig riktning.
Omgivningarna runt Ozero Nevido är en mosaik av jordbruksmark och naturlig växtlighet. Runt Ozero Nevido är det ganska glesbefolkat, med 48 invånare per kvadratkilometer.